# Nowonikołajewskij
Nowonikołajewskij – osiedle typu miejskiego w Rosji, w obwodzie wołgogradzkim. W 2010 roku liczyło 9931 mieszkańców.